# Kostel svatého Linharta (Mušov)
Kostel svatého Linharta je bývalý římskokatolický chrám v zaniklé vsi Mušov, dnes součásti obce Pasohlávky v okrese Brno-venkov. Je jedinou zachovalou budovou zaniklé vesnice. Je chráněn jako kulturní památka České republiky. Kolem kostela se nacházel hřbitov.
Je filiálním kostelem pasohlávecké farnosti. Dříve byl farním kostelem farnosti Mušov, která byla zrušena v roce 1978.

## Historie
Mušovský kostel byl v pozdně románské podobě postaven zřejmě ve 20. a 30. letech 13. století; poprvé je doložen v roce 1276, kdy již plnil farní funkci. Z této etapy se dochovala celá jižní zeď lodi, jihovýchodní nároží lodi a jižní část západní průčelní zdi, přičemž před západním průčelím stála dnes již neexistující věž. Zřejmě po požáru byl ve druhé čtvrtině 14. století goticky nově postaven, v návaznosti na původní jižní zeď vznikla nová širší loď a pravoúhlé kněžiště, o něco později, snad ještě ve 14. století, byla k severní straně presbytáře přistavěna sakristie s věžovitou nástavbou. Z poloviny 18. století existuje několik verzí plánů na radikální barokní přestavbu chrámu, nakonec byla realizována pouze věž nad sakristií (někdy mezi roky 1758 a 1771), která nahradila původní románskou věž v průčelí, jež byla zbořena. V této době také byl zbarokizován interiér a loď zaklenuta valenou klenbou. Větší přestavba chrámu byla plánována také na konci 90. let 19. století, nakonec z ní sešlo. Regotizace kostela proběhla nakonec v letech 1911–1912 podle návrhu mikulovského architekta Ferdinanda Kowalského. Tehdy byla, mimo jiné, zbořena barokní věž až na středověkou úroveň a postavena nová s gotickými okny a jehlancovou střechou. Vznikla také nová kruchta na litinových sloupech a před západním průčelím novogotická předsíň.
V kostele probíhal v letech 1977–1979 archeologický výzkum, neboť začala stavba vodního díla Nové Mlýny, které mělo prostor Mušova zatopit. Samotná vesnice zanikla na konci 70. let, v průběhu 80. letech 20. století bylo okolí kostela zaplaveno Věstonickou nádrží. Hlavní oltář od sochaře Ignáce Lengelachera byl umístěn v kostele v Černvíru.
V roce 1996 byl kostel stavebně-technicky zajištěn, a zároveň byly z východní stěny kněžiště sejmuty zbytky gotické nástěnné výmalby, které byly přeneseny.

## Současnost
Bývalý kostel, jako jediná dochovaná mušovská stavba, od té doby stojí na ostrůvku uprostřed střední novomlýnské nádrže, která je od roku 1994 přírodní rezervací, takže není běžně přístupný.
Od roku 1999 byla majitelem kostela obec Ivaň, která společně s Pasohlávkami zažádala v roce 2012 o evropskou dotaci na zpřístupnění kostela. Projekt zahrnoval odpočinkovou zónu na hrázi, lodní dopravu na ostrov a zřízení vyhlídky v kostelní věži. Od roku 2008 se o ostrůvek v létě stará kyjovské občanské sdružení pro drogově závislé Krok. Samotná stavba je staticky zajištěná, ale částka na celkovou opravu kostela by podle údajů z roku 2012 mohla dosáhnout až 16 milionů korun. V roce 2012 nebo 2013 byl převeden zpět do majetku Pasohlávek. Od roku 2012 běží veřejná sbírka na opravu kostela. V roce 2015 proběhla oprava střechy a pracuje se na projektu konzervace kostela. V roce 2015 se do budoucna předpokládalo jeho zpřístupnění pomocí pramice.

## Galerie

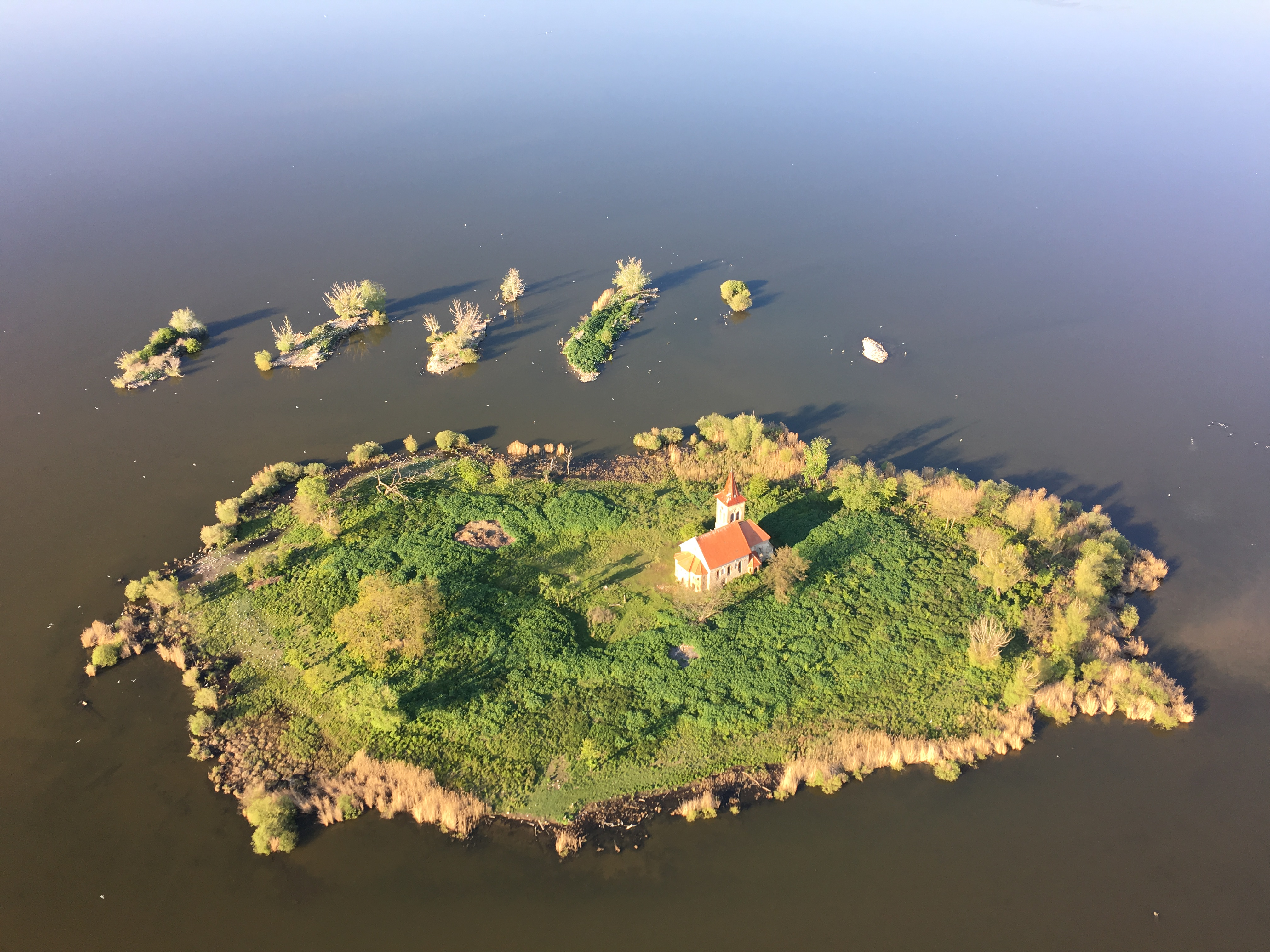
Ostrov s kostelem
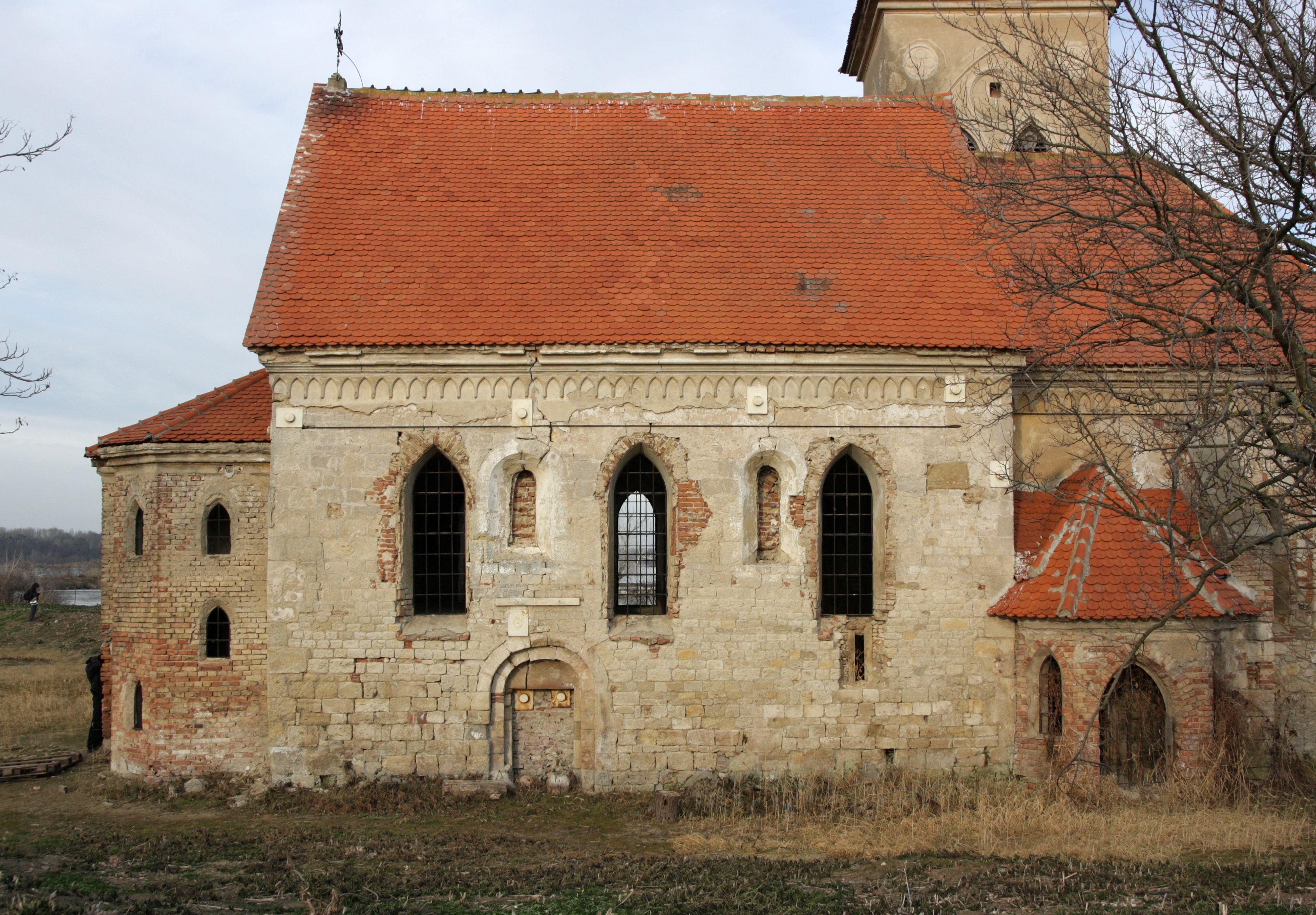
Románská jžní stěna lodi
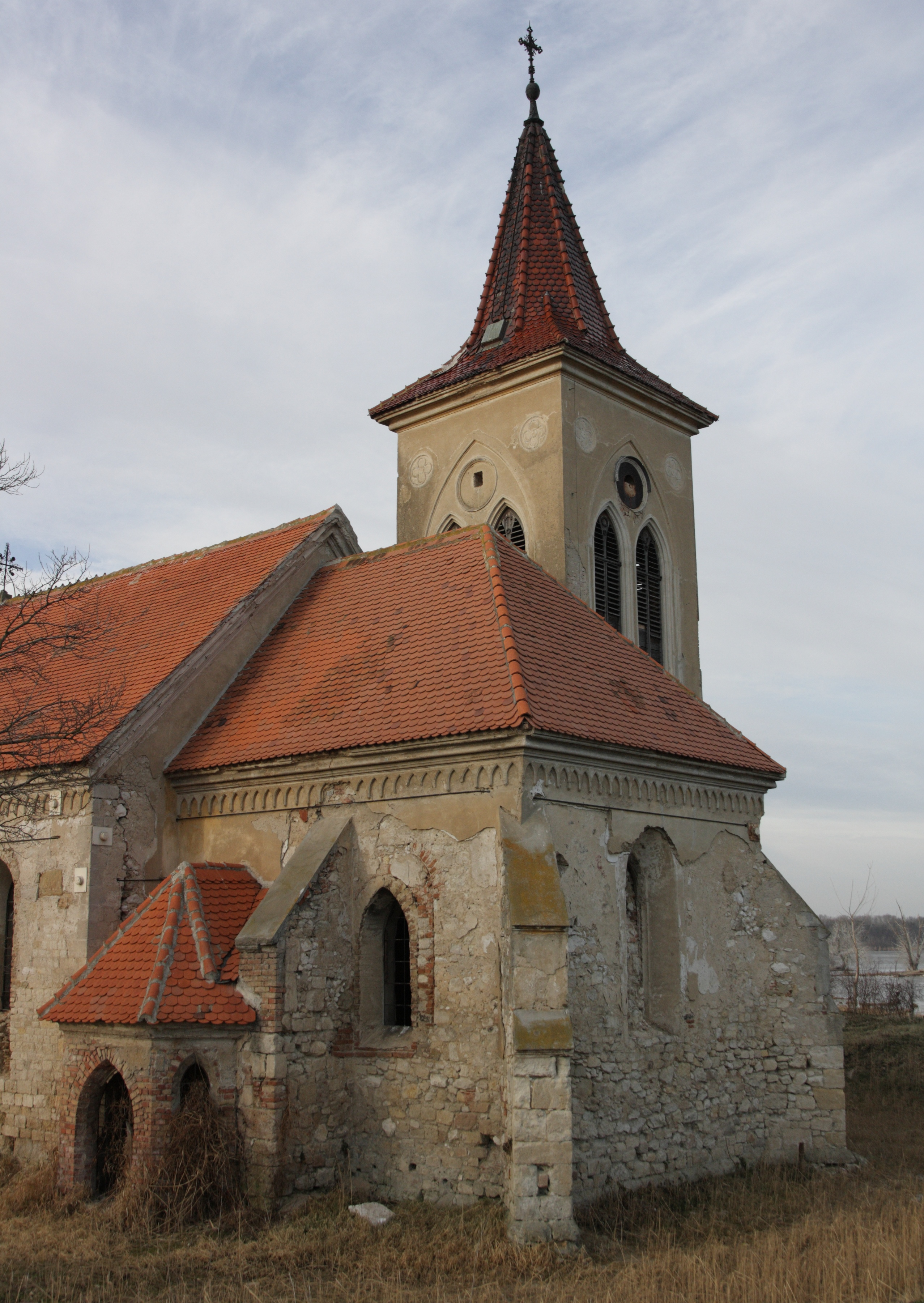
Kněžiště od jihu
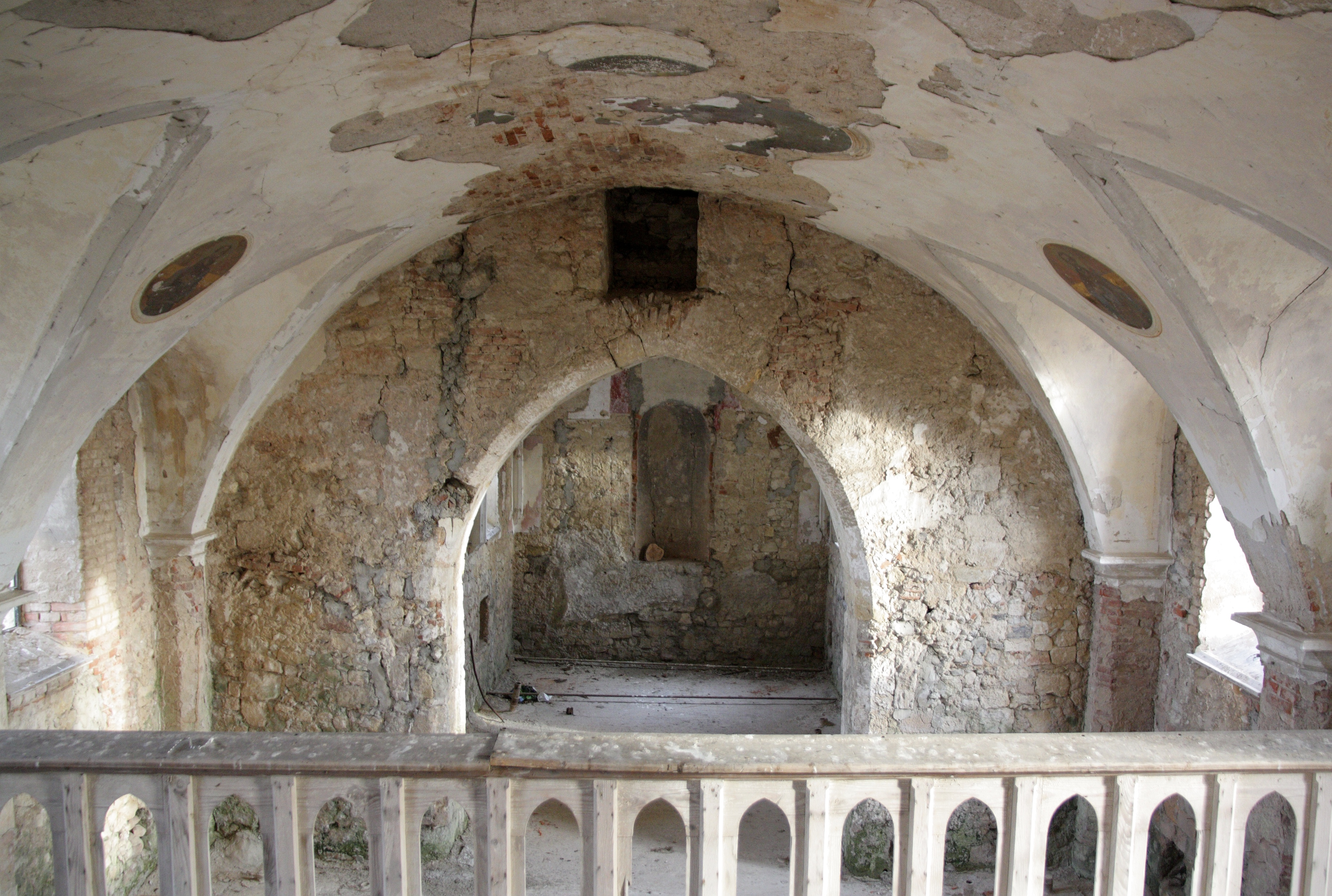
Pohled z kruchty do lodi
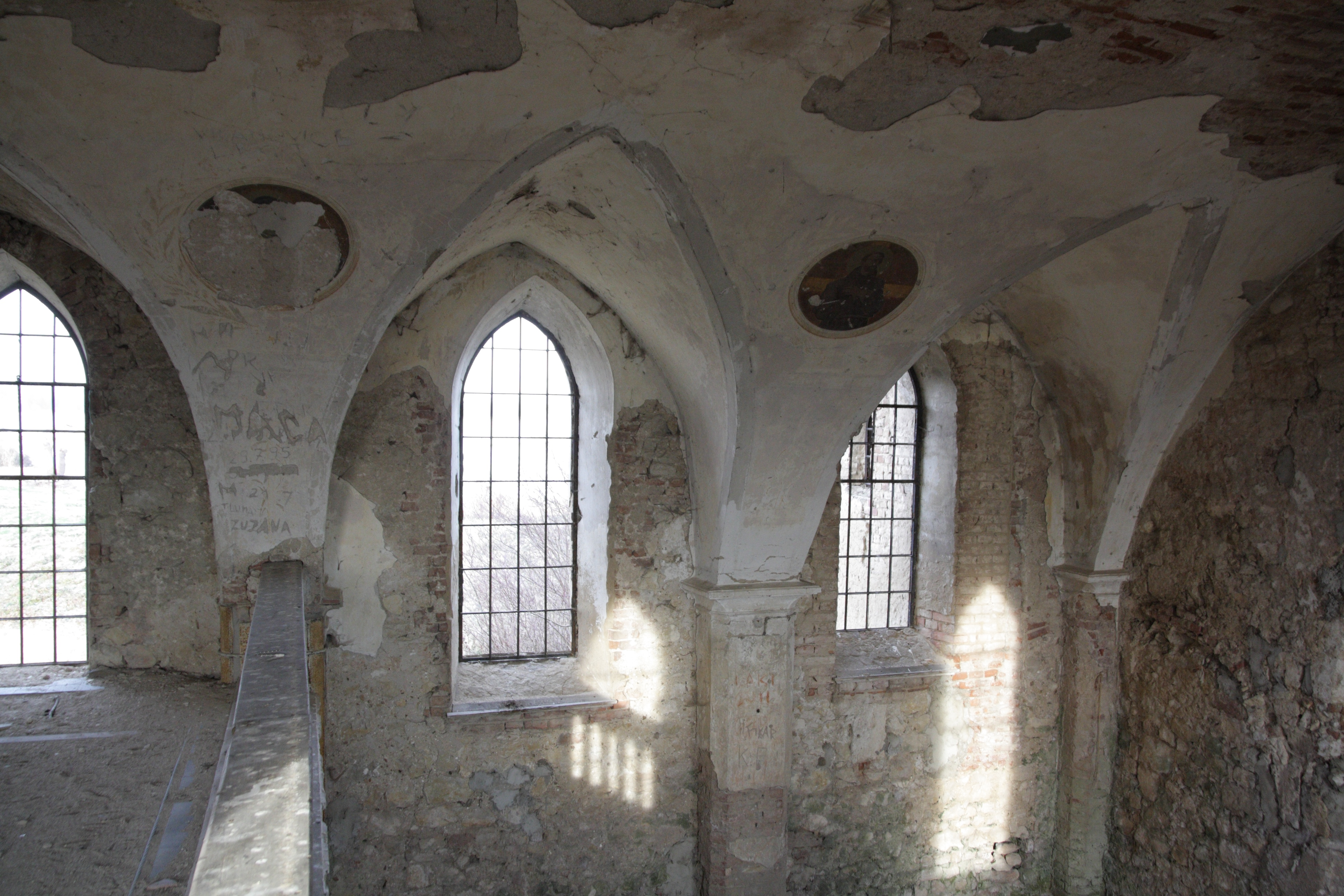
Barokní valená klenba
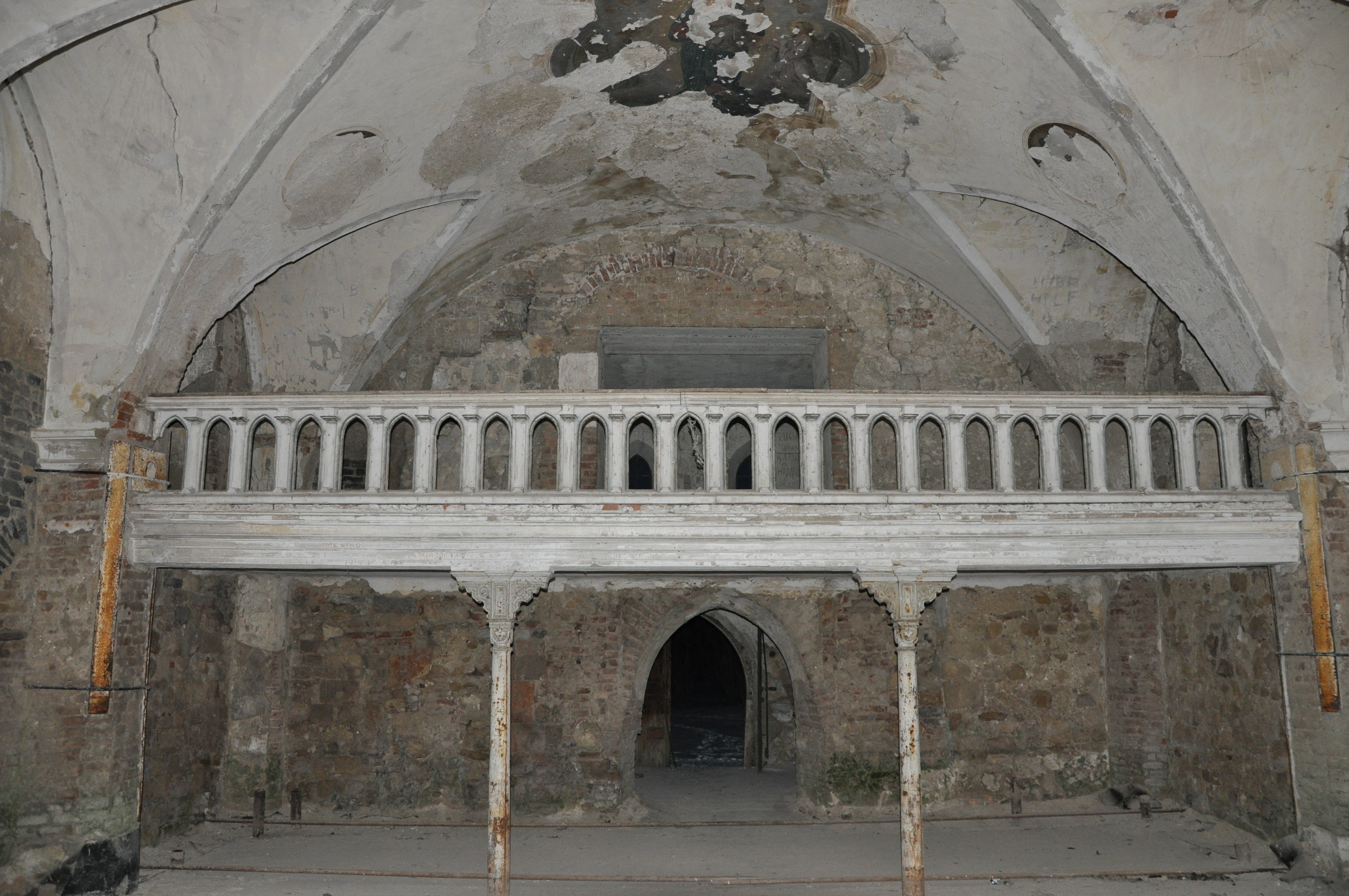
Kruchta v interiéru kostela